# Will Rogers Archway

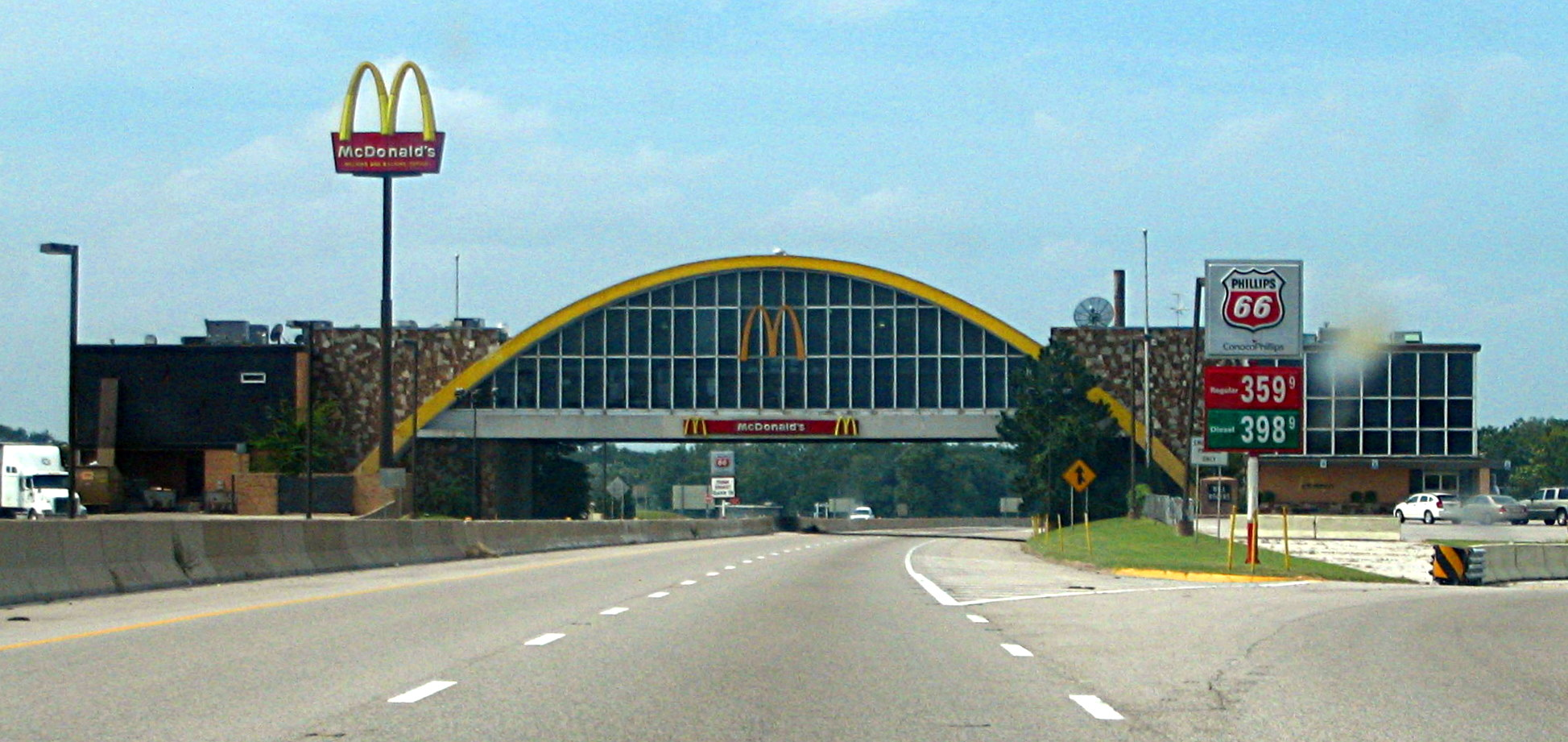
Brückenrestaurant vor der Sanierung 2013/14

Der Will Rogers Archway ist ein Brückenrestaurant in Vinita im US-Bundesstaat Oklahoma. Das 1957 errichtete Bauwerk überspannt den Will Rogers Turnpike, einen Abschnitt der Autobahn Interstate 44. Es gilt als das Aushängeschild des Rastplatzes Vinita Service Plaza und ist das erste Brückenrestaurant der Welt.

## Geschichte
Das Gebäude wurde 1957 im Zuge des Baus der Interstate 44 errichtet und nahm 1958 den Betrieb auf. Der erste Betreiber war die Restaurantkette Glass House Restaurants, was dem Bau den Spitznamen Glass House einbrachte. Später wurde das Restaurant von der Hotel- und Gastronomiekette Howard Johnson's geführt, bevor McDonald’s den Betrieb übernahm. Das Unternehmen ließ die charakteristischen Bögen des Bauwerks gelb streichen, was einen optischen Schluss zum McDonald’s-Logodesign herstellte. Die Filiale im Brückenrestaurant galt bis Anfang der 1990er Jahre mit einer Fläche von über 29.000 Quadratfuß (ca. 2700 Quadratmeter) als größte McDonald’s-Filiale der Welt.
Im Jahr 2013 wurde das Restaurant für eine grundlegende Sanierung und Renovierung geschlossen. In diesem Zug erfolgte im August 2014 die Umbenennung in Will Rogers Archway in Erinnerung an den US-amerikanischen Entertainer Will Rogers. Die Wiedereröffnung erfolgte im Dezember 2014. Neben McDonald’s beherbergt das Gebäude seither auch Filialen von Subway und Kum & Go.
Vor dem Restaurant befand sich bis zur Sanierung 2013 eine Statue von Will Rogers, die ihn mit einem Lasso zeigt; diese wurde im Zuge der Renovierung ins Innere des Gebäudes verlegt, wo außerdem eine kleine Ausstellung über Rogers eingerichtet wurde.

## Sonstiges
In den 1960er Jahren wurde das Brückenrestaurant in die Kochbuchreihe The Ford Times Cookbook – Favorite recipes from popular American restaurants aufgenommen, welche von der Ford Motor Company herausgegeben wurde. Als besonderes Rezept des Restaurants empfahl das Kochbuch das Will Rogers Special, ein Gericht aus mariniertem Rindfleisch, Speck, Pilzen und Käse.